# Mosquete

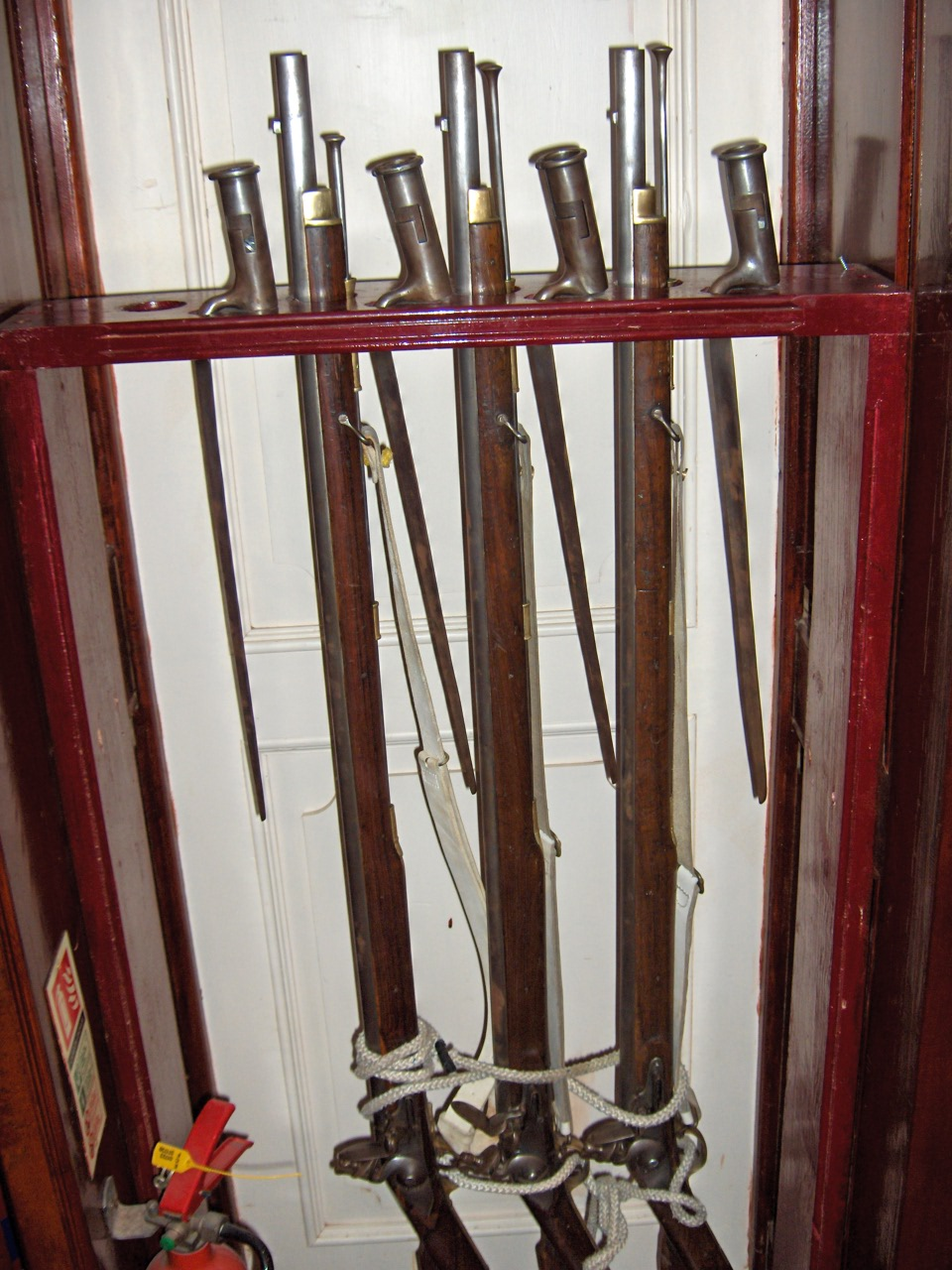
Mosquetes e Baionetas.

O mosquete é uma das primeiras armas de fogo longas usadas pela infantaria entre os séculos XVI e XVIII. Trata-se de uma evolução do "arcabuz", com capacidade de penetrar armaduras pesadas.
O mosquete se assemelha a uma espingarda porém muito mais pesado, com o cano de até 1,5 metros sobre uma culatra integrada com guarda-mão de madeira geralmente munido de baioneta.

## Histórico

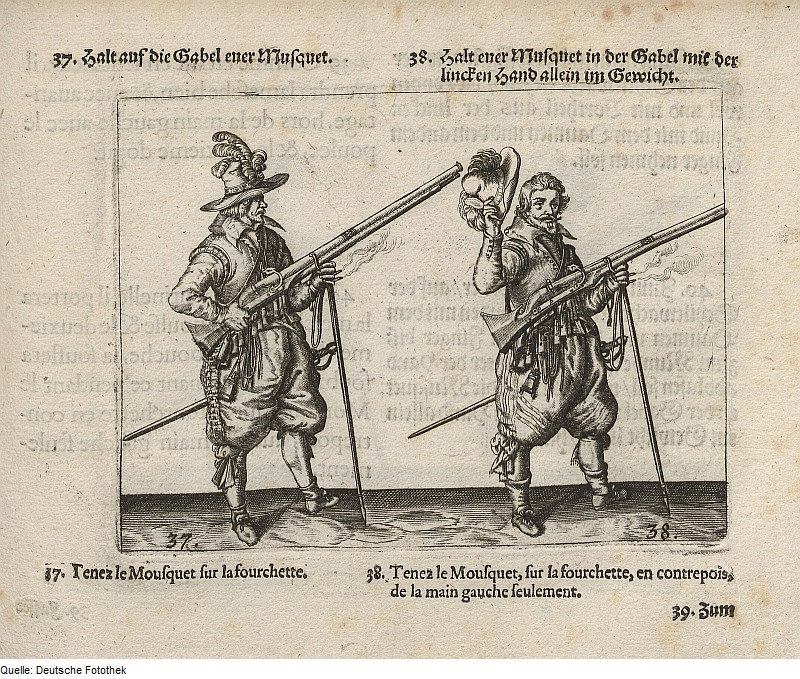
Mosquetes pesados, ilustração de 1664.

Em meados do século XVI, este tipo de mosquete deixou de ser usado com o declínio do uso das armaduras pesadas, mas à medida que o fecho de mecha ("matchlock") se tornou padrão, o termo "mosquete" ("musket") continuou sendo usado para se referir a qualquer arma longa com pederneira e, em seguida, seus sucessores, até meados do século XIX.
Este estilo de mosquete caiu em desuso no século XIX quando os mosquetes estriados ("rifled muskets", daí o termo "rifle" na terminologia moderna) se tornaram comuns como resultado de armas de fogo carregadas com cartuchos pela culatra (retrocarga) introduzidas por Casimir Lefaucheux em 1835, a invenção da "Minié ball" por Claude -Étienne Minié em 1849, e o primeiro rifle de repetição confiável produzido pela Volcanic Repeating Arms em 1854. Na época em que os rifles de repetição se tornaram comuns, eles ficaram conhecidos simplesmente como "rifles", encerrando a era dos mosquetes.

## Etimologia
De acordo com o Dicionário de Etimologia, as armas de fogo costumavam receber nomes de animais, e a palavra mosquete derivada da palavra francesa "mousquette", que é um gavião macho. Uma teoria alternativa é que a palavra francesa "mousquette" do século XVI, -ette, do italiano "moschetto", -etta, que se referia ao "trilho" de uma besta onde a seta é colocada para o disparo. Em italiano, "moschetto" pode ser também um diminutivo de "mosca".

### Terminologia
O primeiro uso registrado do termo "mosquete" ou moschetto apareceu na Europa no ano de 1499. As evidências do termo "mosquete" como um tipo de arma de fogo não aparecem até 1521, quando foi usado para descrever um arcabuz pesado capaz de penetrar em armaduras pesadas. Esta versão do mosquete caiu em desuso após meados do século 16 com o declínio das armaduras pesadas; no entanto, o próprio termo permaneceu como um descritor geral para "armas de ombro" no século XIX. As diferenças entre o arcabuz e o mosquete pós-século XVI, portanto, não são totalmente claras, e os dois foram usados alternadamente em várias ocasiões.

## Processo de disparo

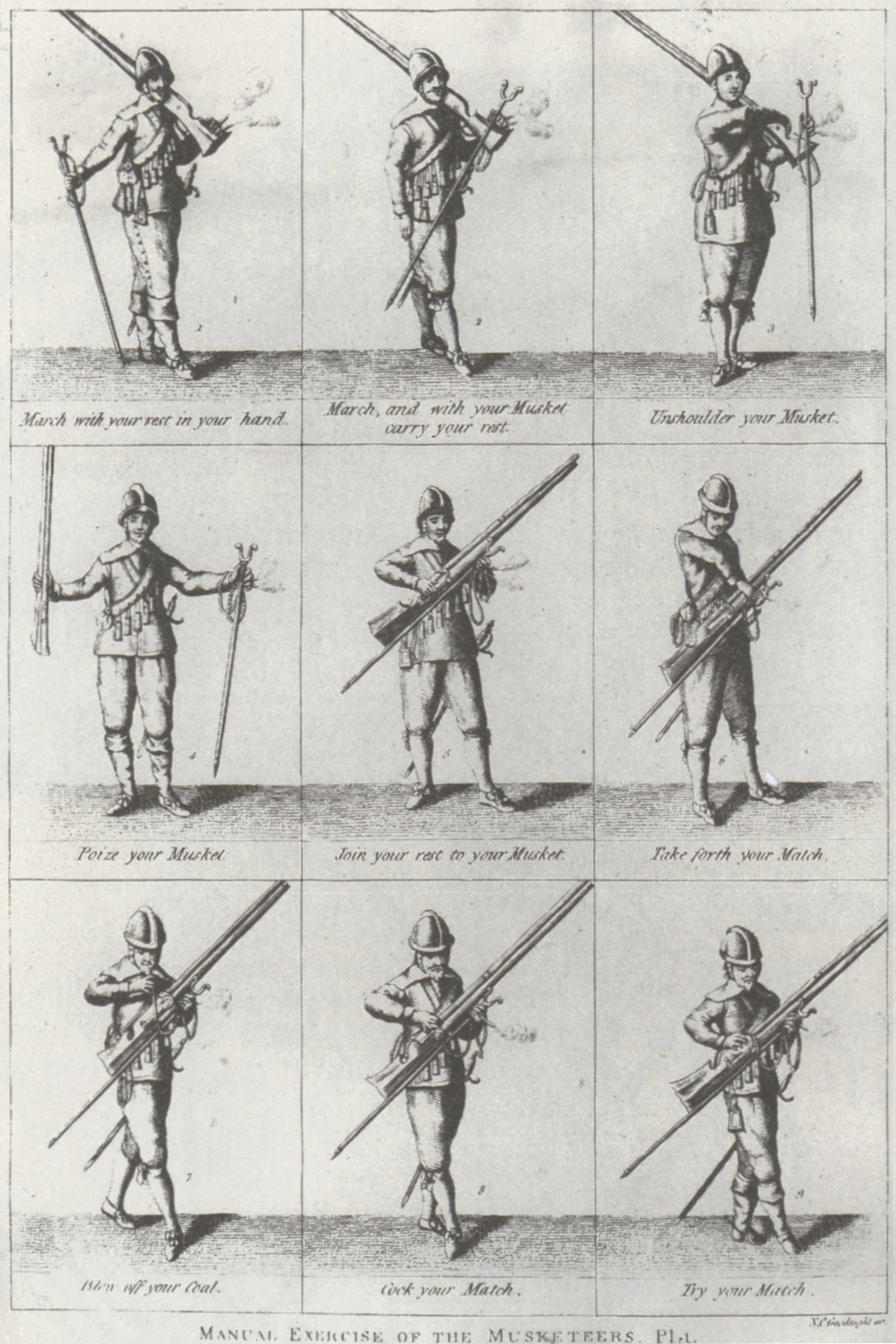
Manual do processo de disparo do mosquete para os soldados da
Guerra Civil Inglesa.

Até cerca de 1650, o mosquete, em virtude do seu peso, precisava ser apoiado no solo por uma vara com uma forquilha em cima, para possibilitar a mira e o disparo. O mecanismo de disparo do mosquete exigia um procedimento complicado, um ritual que só se completava em cerca de três minutos: primeiro o mosqueteiro despejava pelo cano da arma a pólvora de um dos cartuchos e firmava-a na recâmara com uma bucha de estopa - socada com a vareta da forquilha. Somente depois desse procedimento a bala era introduzida, acompanhada de outra bucha. Pronto o cano, iniciava-se, então, o preparo da culatra, onde um recipiente circular, a caçoleta, recebia uma carga de pólvora fina para finalmente produzir o tiro. O sistema de disparo constava de mechas incendiárias como no arcabuz (Serpentina), exceto nos modelos mais modernos, que usaram chaves de faíscas (Pederneira) como nos primeiros fuzis. Seu alcance máximo era de 90 a 100 metros.
Muitos soldados preferiram reduzir os procedimentos padrão de recarga dos mosquetes para aumentar a velocidade do fogo. Esta declaração de Thomas Anburey, que serviu como tenente no exército de Burgoyne, ilustra a situação prática:

Aqui não posso deixar de observar para você, se procedeu de uma ideia de autopreservação ou do instinto natural, mas os soldados melhoraram muito o modo em que foram ensinados, quanto à velocidade. Pois assim que eles preparavam suas armas e colocavam o cartucho no cano, em vez de empurra-lo com suas varas, eles simplesmente batiam com a soleira do mosquete no chão, e já efetuavam o disparo.
— Thomas Anburey

## "Os mosqueteiros do rei"

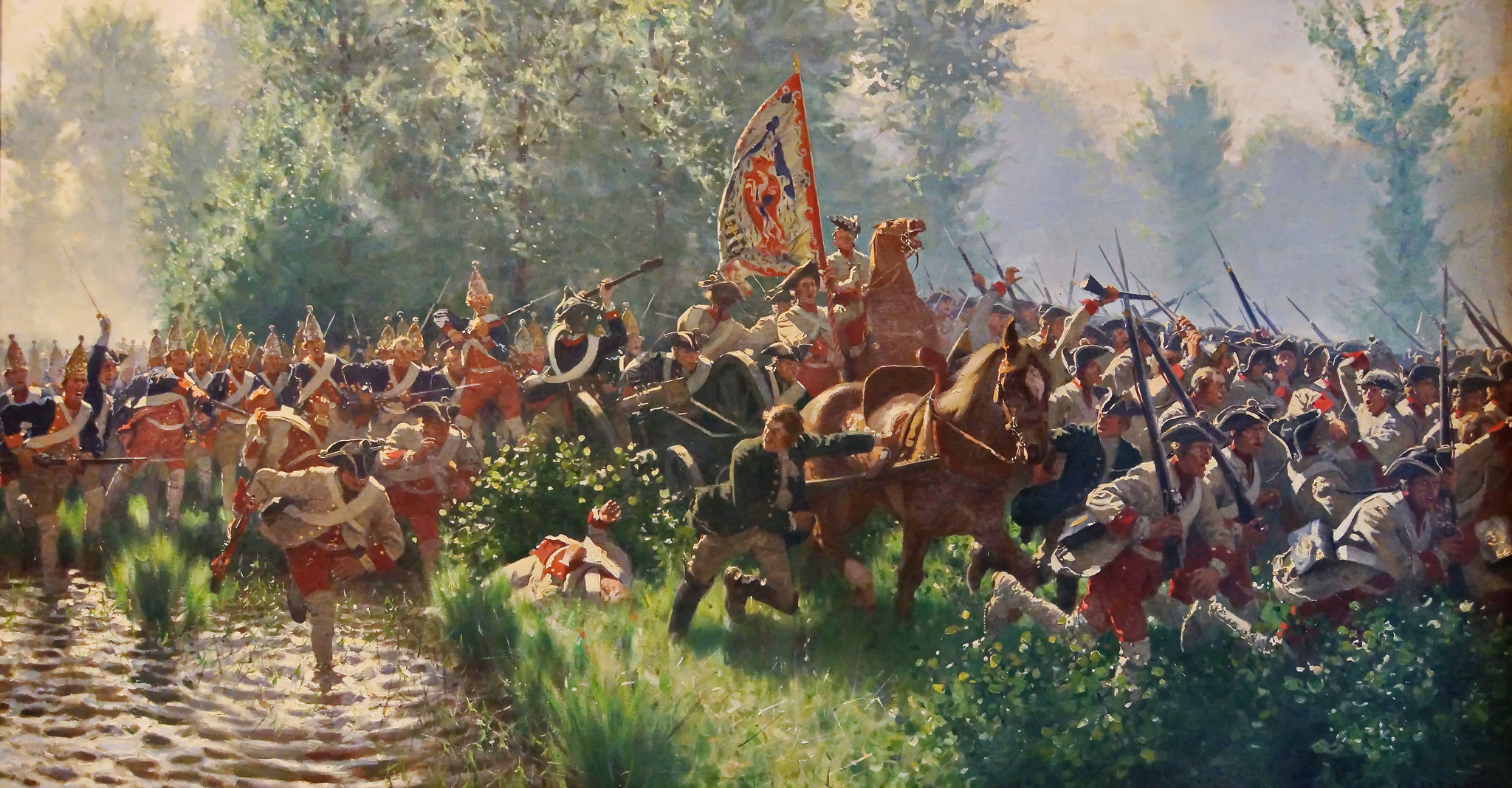
Mosqueteiros Prussianos ao ataque.

Dada a lentidão do tiro do mosquete, os mosqueteiros combatiam juntamente com unidades de lanceiros, que no intervalo entre os disparos lhes davam proteção e por esse motivo dispunham de uma Baioneta para o possível encontro corpo-à-corpo. Em 1600, o rei francês Henrique IV criou uma guarda pessoal constituída por fidalgos. Foi Luís XIII, em 1622, que muniu a unidade com mosquetes e ela tornou-se conhecida como "os mosqueteiros do rei".
A segunda companhia surgiu para proteger o Cardeal Richelieu. Foi herdada pelo Cardeal Mazarino, para depois, em 1660, servir ao rei Luís XIV.
No século XVI os senhores da guerra perceberam as vantagens do mosquete como arma de infantaria. O Duque de Alba, por exemplo, equipou com a nova arma diversas unidades do exército espanhol durante as vitoriosas campanhas contra os hereges, sob o reinado de Carlos V. No século seguinte, a maioria dos exércitos europeus dispunha de força de mosqueteiros.

## Partes de um mosquete

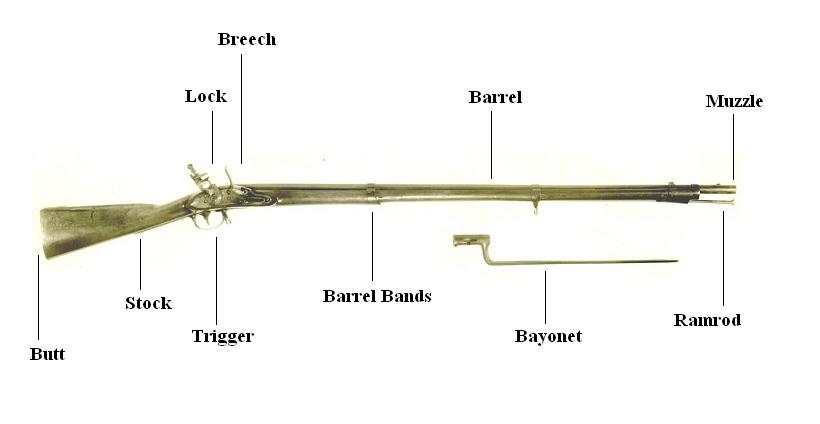

A frase em inglês "lock, stock, and barrel" refere-se às três partes principais de um mosquete.
Os guarda-mato começaram a aparecer em 1575.
Baionetas foram presas a mosquetes em várias partes do mundo do final do século XVI ao século XVII.
As "chaves" de disparo ("lock") eram de muitas variedades diferentes. Os primeiros mecanismos de fecho de mecha e de rodete foram substituídos por mecanismos posteriores de pederneira e, finalmente, por percussão. Em algumas partes do mundo, como China e Japão, o mecanismo de pederneira nunca pegou e eles continuaram usando o fecho de mecha até o século XIX, quando o mecanismo de percussão foi introduzido.
Na segunda metade do século XVIII, várias melhorias foram adicionadas ao mosquete. Em 1750, um "retém" foi adicionado para evitar que o cão fosse acionado quando ele estivesse apenas "meio" engatilhado ("half-cocked"). Um rolamento foi introduzido em 1770 para reduzir o atrito do mecanismo e aumentar as faíscas produzidas. Em 1780, foram adicionadas "panelas" ("pan") à prova d'água.

### Munição

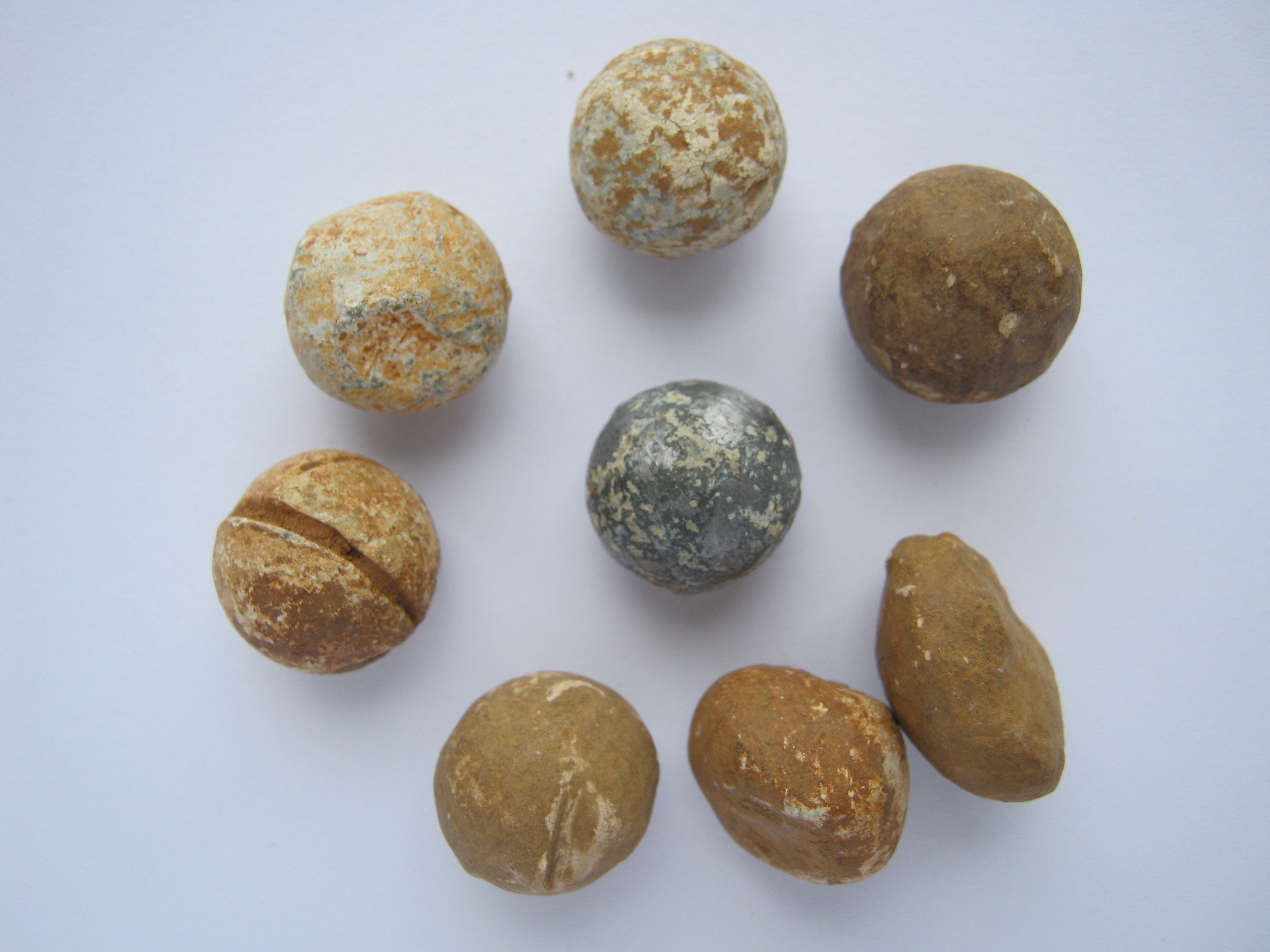
Alguns exemplares de balas de mosquete ("musketball" em inglês).

As primeiras balas de mosquete ("musketball" em inglês), eram efetivamente esféricas, em princípio, de chumbo ou outro metal fundido, mas eventualmente até mesmo pedras arredondadas eram utilizadas. A "Minié ball", que apesar de seu nome era na verdade em forma de cone e não em forma de bola, foi desenvolvida na década de 1840, elas deram aos mosquetes um desempenho muito superior ao das balas esféricas.
Os mosqueteiros costumavam usar cartuchos de papel, que serviam a um propósito semelhante ao dos cartuchos metálicos modernos, combinando carga de bala e pólvora. Um "cartucho de mosquete" consistia em uma quantidade pré-medida de pólvora negra e uma bala, esférica, do tipo Nessler ou do tipo Minié, tudo embrulhado em papel. Os cartuchos seriam então colocados em uma caixa de cartuchos, que normalmente seria usada no cinto do mosqueteiro durante uma batalha. Ao contrário de um cartucho moderno, este cartucho de papel não era simplesmente carregado na arma e disparado. Em vez disso, o mosqueteiro rasgava o papel (geralmente com os dentes), despejava um pouco da pólvora na "panela" do mecanismo de pederneira e o restante no cano, em seguida, inseria a bala usando o papel como bucha, se não estivesse usando uma bala Minié, que teoricamente já estaria lubrificada, em seguida, usava a vareta normalmente para empurrar tudo para dentro do cano. Embora não seja tão rápido quanto carregar um cartucho moderno, este método acelerou significativamente o processo de carregamento, uma vez que as cargas pré-medidas significavam que o mosqueteiro não precisava medir cuidadosamente a pólvora negra a cada tiro.

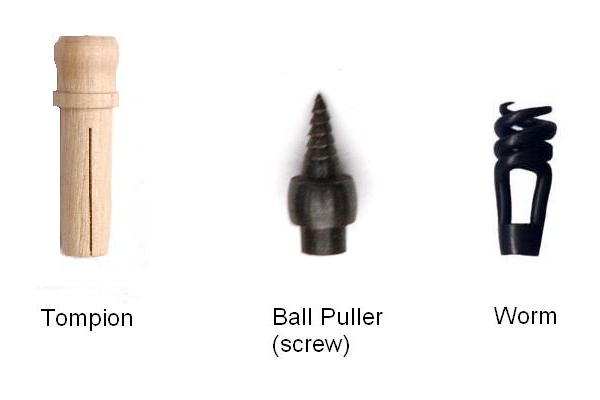

### Acessórios
Algumas varetas usadas para socar a pólvora e a bala no cano, foram equipadas com extremidades rosqueadas, permitindo o uso de diferentes acessórios. Um dos acessórios mais comuns era um parafuso extrator de bala, que era usado para ser atarrachado em uma bala que eventualmente tivesse ficado presa no cano e puxá-la para fora, semelhante à ação de um saca-rolhas. Outro acessório era chamado de "worm" ("minhoca" em tradução literal, devido ao seu formato), usado para remover detritos do cano, como enchimento de papel que não havia sido expelido. Alguns designs de "minhocas" eram robustos o suficiente para serem usados para remover munições presas. A "minhoca" também podia ser usada com um pequeno pedaço de pano para limpeza. Uma variação do "worm" chamado de "screw and wiper" ("parafuso limpador") combinava o design típico de um "worm" com o parafuso do extrator de balas.

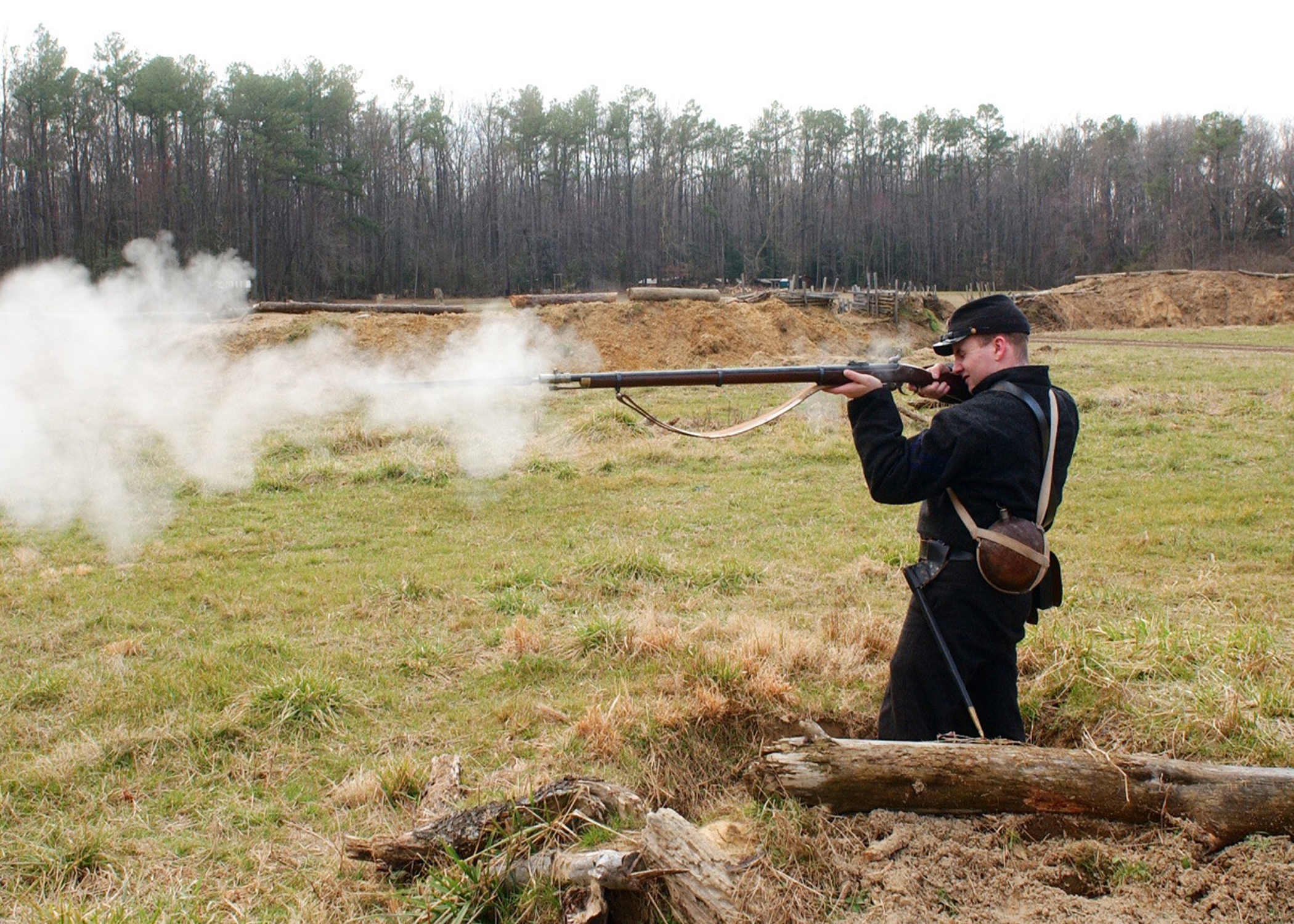
Mosquete Enfield de 1858 em uma reencenação de uma batalha da Guerra Civil Americana.

## Guerra Civil Americana
O mosquete foi uma das principais armas de infantaria utilizadas na Guerra Civil Americana, principalmente nos seus primeiros anos. O exército confederado, devido ao escasso número de fábricas de armamentos, utilizou o mosquete mais frequentemente do que o Exército da União, que começou a utilizar rifles de repetição já no final da guerra.

## O mosquete no Brasil
Meses antes do fim da Guerra Civil Americana (maio de 1865), foi declarada em 18 de março de 1865 a Guerra do Paraguai. O conflito, que durou mais de cinco anos e envolveu 150.000 soldados brasileiros e perdas de vidas estimadas entre 50 e 60 mil deles, e do lado paraguaio, as perdas são estimadas em 300.000 vidas entre militares e civis. Muitas dessas mortes foram causadas por doenças causadas por epidemias que se alastraram pela região.

### Antecedentes
Segundo o Prof. Adler Homero da Fonseca (uma das maiores autoridades em história de armamento bélico brasileiro), a maior parte do armamento do Exército Imperial até a independência em 1822, tinha origem inglêsa. Com o passar dos anos, outros forncedores foram procurados, e a Bélgica levou vantagem, muito devido ao preço de suas armas, visto que a qualidade era bem inferior a das armas inglêsas.
Esse período do império e da regência, foi um tanto caótico em relação às armas, mas se há alguma que possa ser chamada, de "padrão", esta seria o mosquete do tipo "Brown Bess", também conhecidos como "India Pattern" e "Short Land Pattern", várias delas encontradas com as gravações "P I" ou "P II".

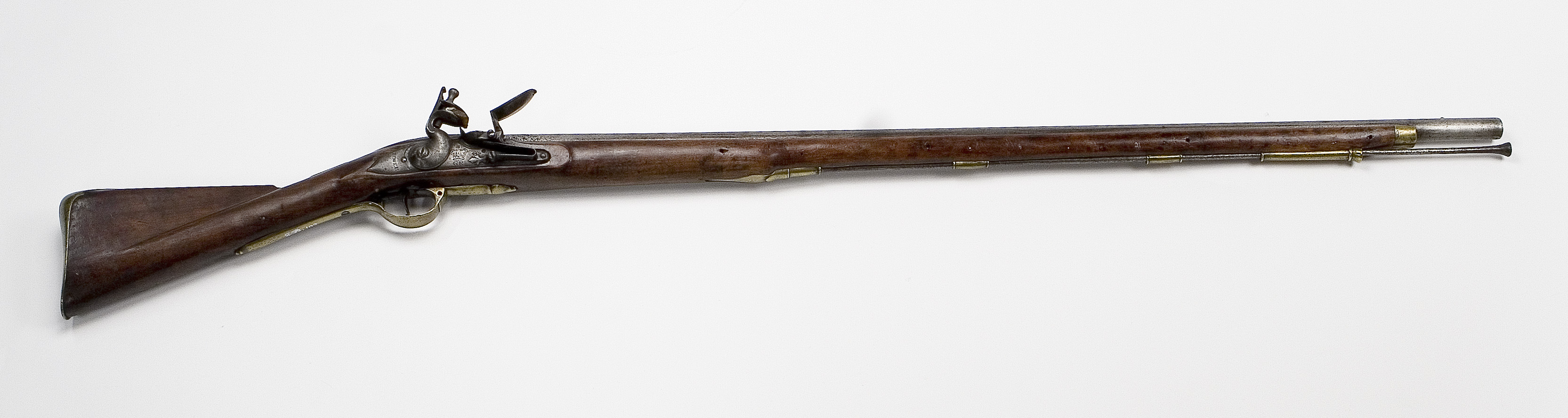
O mosquete Brown Bess.

Como já mencionado, a alternativa aos mosquetes inglêses, eram os modelos belgas, que basicamente era uma cópia do Modèle 1777 francês.

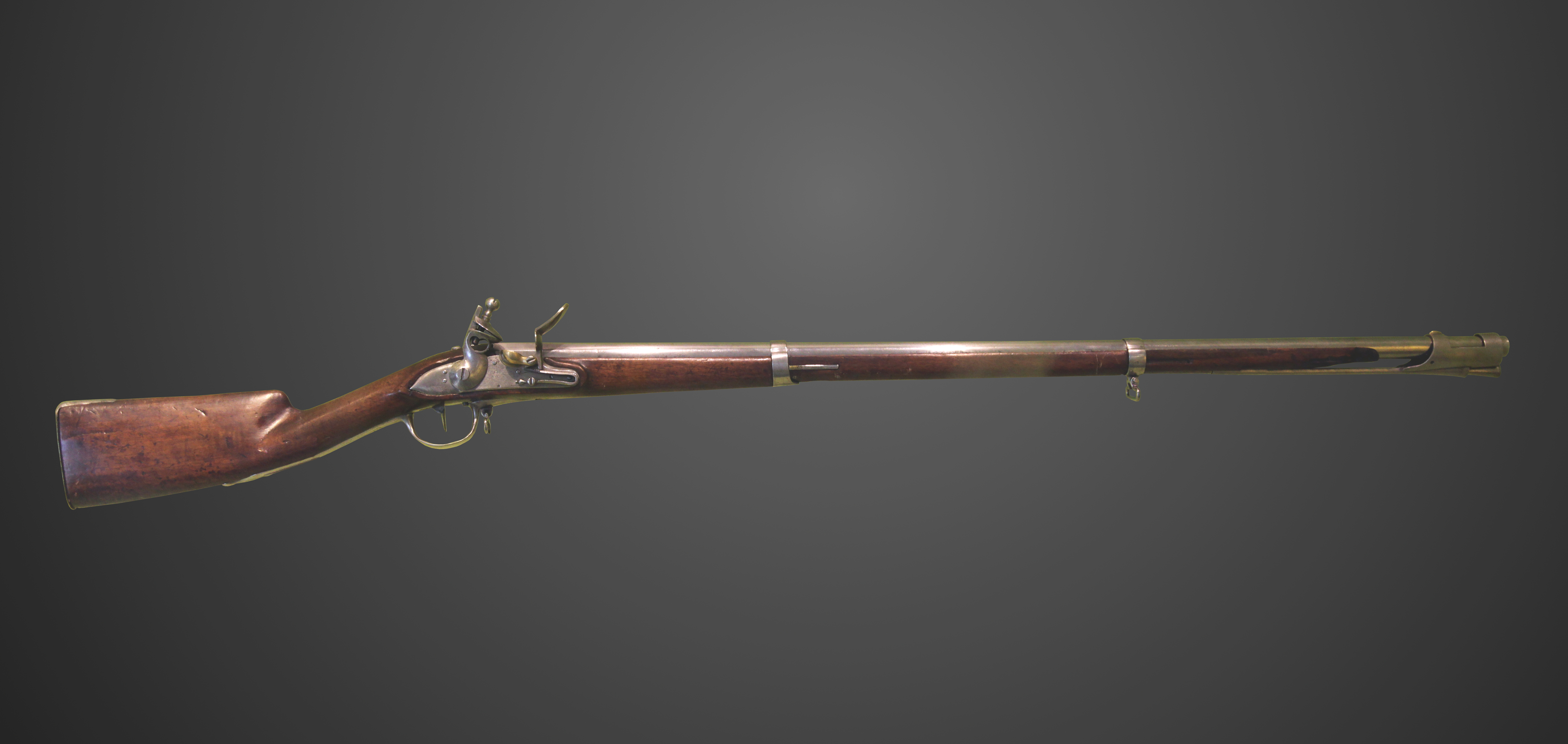
O mosquete Modèle 1777.

Wall gun, era uma versão maior e mais pesada do mosquete, que empregava munição de maior calibre.

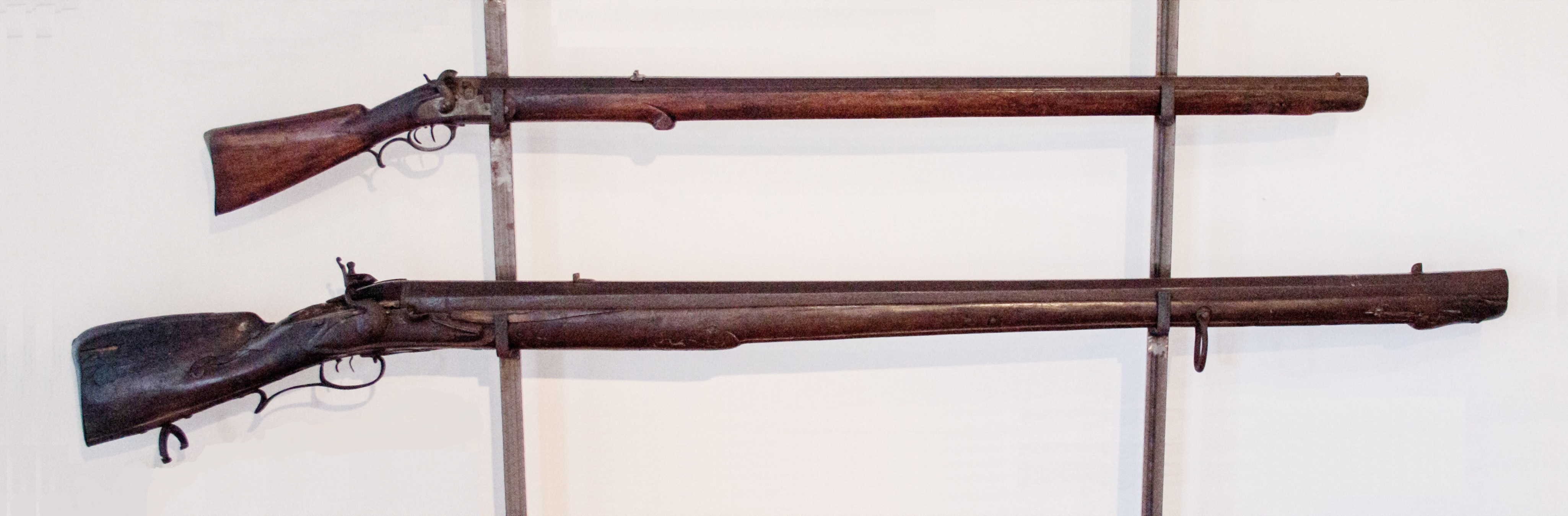
Wall gun (abaixo) comparado com um mosquete.

### Modernização
Durante a década de 1850, ocorreram grande mudanças nas forças armadas brasileiras, principalmente no Exército. As forças armadas, foram totalmente reequipadas, retreinadas e reorganizadas, o que basicamente resultou no sucesso da campanha da Guerra do Paraguai. O final da década de 1850 marcou a chegada das "balas Minié" ou "Minié ball" o que aumentava em muito a precisão dos tiros, e em meados da década de 1860, foi criada a Comissão de Melhoramentos do Material do Exército, que possibilitou a adoção de novos equipamentos, construção de fortalezas com base científica, manuais de armamento redigidos especificamente para o Brasil, chegando a implantação dos primeiros mosquetes por retrocarga no Exército, sendo que a mudança mais importante, foi a substituição de quase todas as armas com mecanismo de pederneira por ações utilizando espoletas de percussão. Durante esse período a arma mais comum foi o mosquete Minié de origem belga, foi a arma padrão brasileira na Guerra do Paraguai (mais de 28.000 foram enviadas e distribuídas para as tropas).

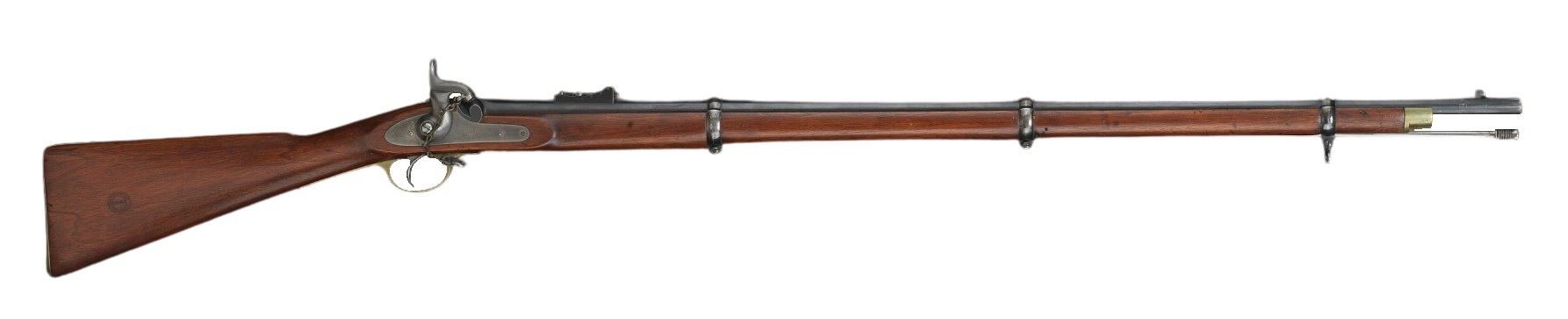
O mosquete Minié.

O movimento seguinte foi encomendar um grande lote do mosquete Pattern 1853 Enfield, que utilizava projéteis Minié de .577 polegadas de diâmetro por volta de 1858. devido a uma série de confusões logísticas durante a Guerra do Paraguai, foi determinada a conversão da arma para o calibre 14,8 mm, que passou a ser chamada de modelo 1864/1865. Mas mesmo com tudo isso, apenas 4.320 Enfields foram enviados para a frente de batalha no Paraguai.

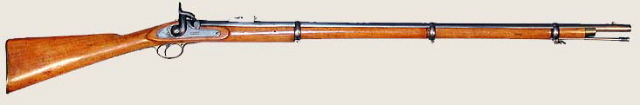
O mosquetePattern 1853 Enfield, o último dos mosquetes usados no Brasil.

### A era dos rifles de repetição
No Brasil, o rifle Spencer teve o potencial de ser um equipamento revolucionário na história da cavalaria brasileira, mas este potencial foi desperdiçado, pois durante a Guerra do Paraguai, por volta de 1866, quando foram adquiridas, tiveram um problema inicial com a munição, ainda não muito confiável e este fato retardou a sua distribuição para a tropa. Os oficiais da Comissão de Melhoramentos do Material do Exército no entanto, fez com que novas tentativas fossem feitas em 1867 e os problemas iniciais foram superados, sendo a arma distribuída em grande número aos esquadrões de atiradores dos Regimentos de Cavalaria.

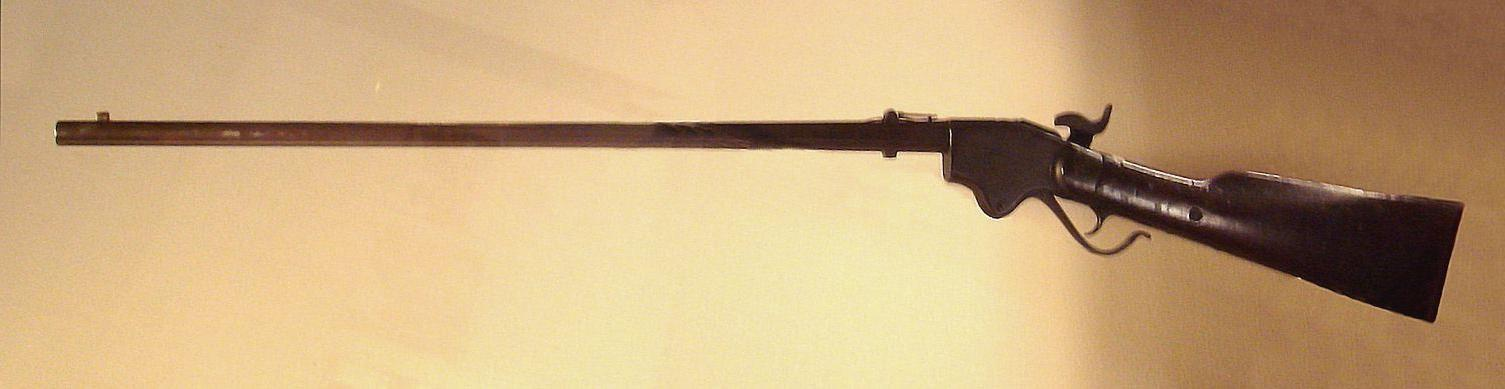
O rifle de repetição Spencer.

Relatos históricos, atestam excelente desempenho do  rifle Spencer em batalhas em 1867 e 1868. Apesar de em 1872, o exército já ter adotado o rifle de repetição Winchester 1866, os oficiais continuaram a preferir a Spencer, durante um longo período devido a fama que ela adquiriu na Guerra do Paraguai. O sucesso dela foi tanto que, em 1873, outra encomenda foi feita, desta vez à Bélgica.